# Bäldleschwaige
Bäldleschwaige ist ein Gemeindeteil der Gemeinde Tapfheim im schwäbischen Landkreis Donau-Ries.

## Lage
Die Einöde liegt auf der Gemarkung Rettingen einen Kilometer südlich von Rettingen auf freier Flur. In der jüngsten Ausgabe der Amtlichen Ortsverzeichnisse für Bayern von 1991 ist der Ort als Böldleschwaige aufgeführt und hatte 1987 ein Wohngebäude und sechs Einwohner. Der Gemeindeteilname wurde durch das Landratsamt Donau-Ries mit Bescheid vom 2. Dezember 2009 von Böldleschwaige in Bäldleschwaige geändert. In einer Karte von 1890 ist der Ort als Schwaige Bäldle bezeichnet.

## Hofgut
Das Hofgut der Familie Karl-Philipp Sautter liegt am Donauradweg und ist überregional bekannt durch seinen Biergarten, ein ganzjähriges Erlebnisprogramm (unter anderem Musikantentreffen) und die bäuerliche Weihnacht. Es ist anerkannter Anbieter „Erlebnis Bauernhof“ für Schulklassen der 2. – 4. Jahrgangsstufe an bayerischen Grundschulen sowie alle Übergangsklassen an Grund- und Mittelschulen.